# هاري باتلر (طيار)
هاري باتلر (بالإنجليزية: Henry John Butler)‏ هو طيار أسترالي، ولد في 9 نوفمبر 1889 في Yorketown, South Australia ‏ في أستراليا، وتوفي في 30 يوليو 1922 في أديلايد في أستراليا.

## معرض صور

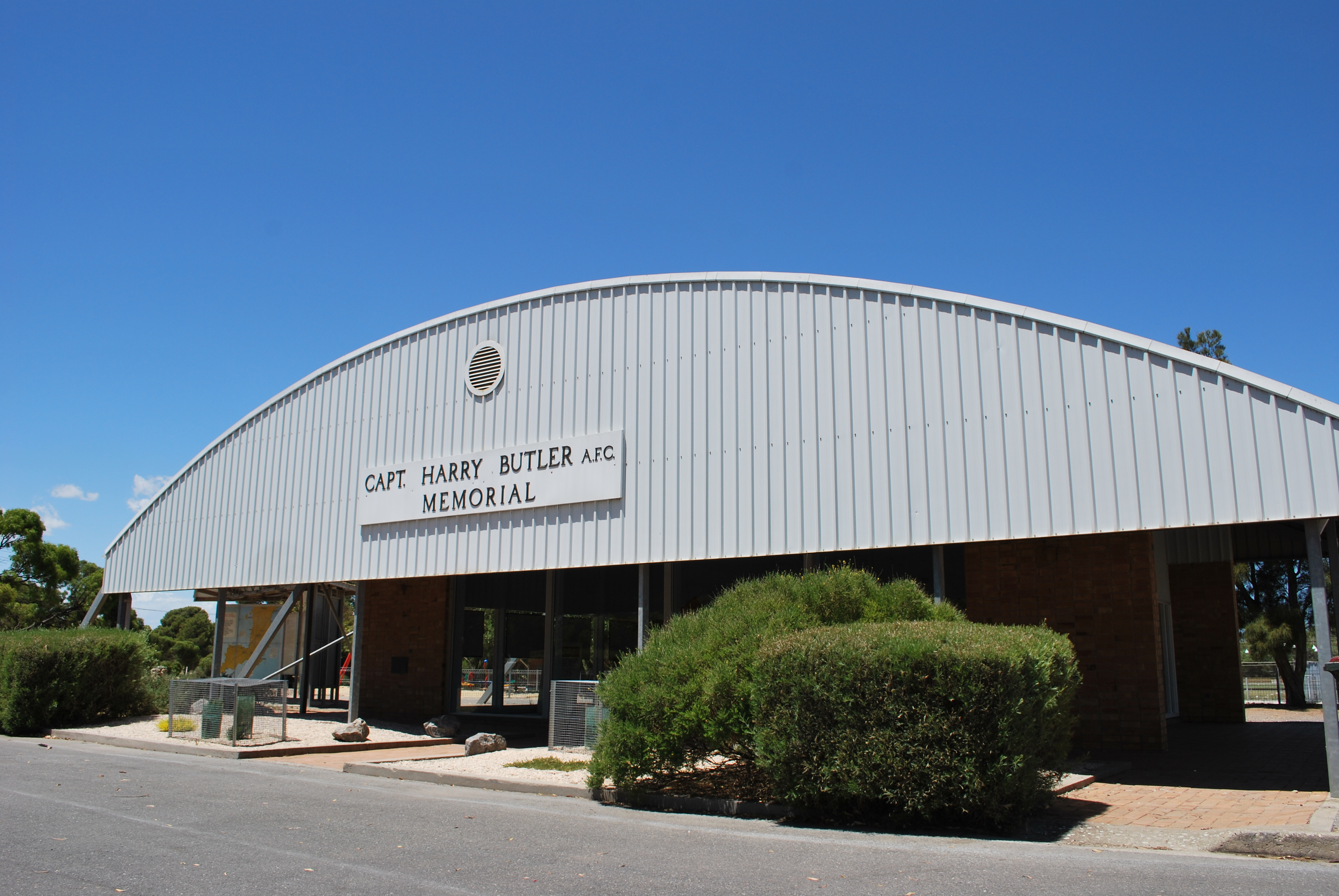
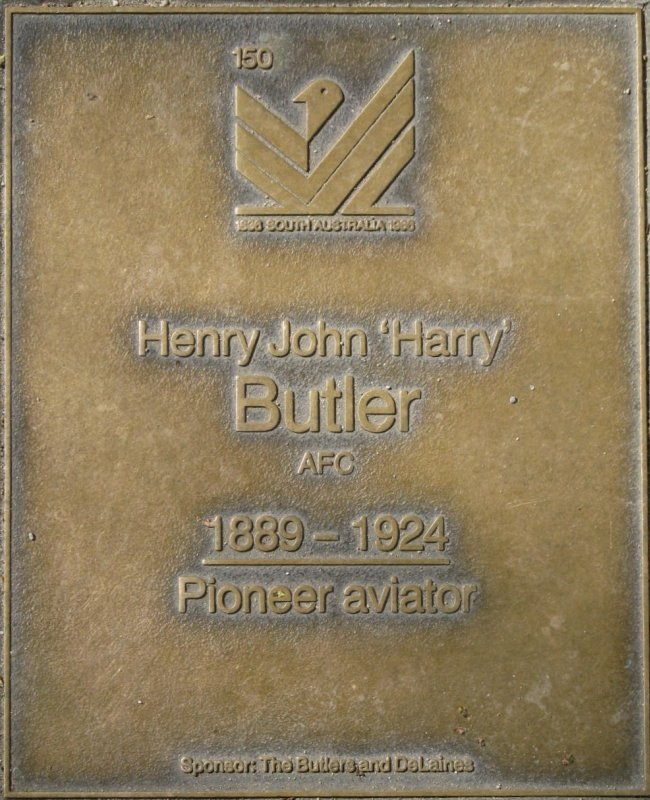
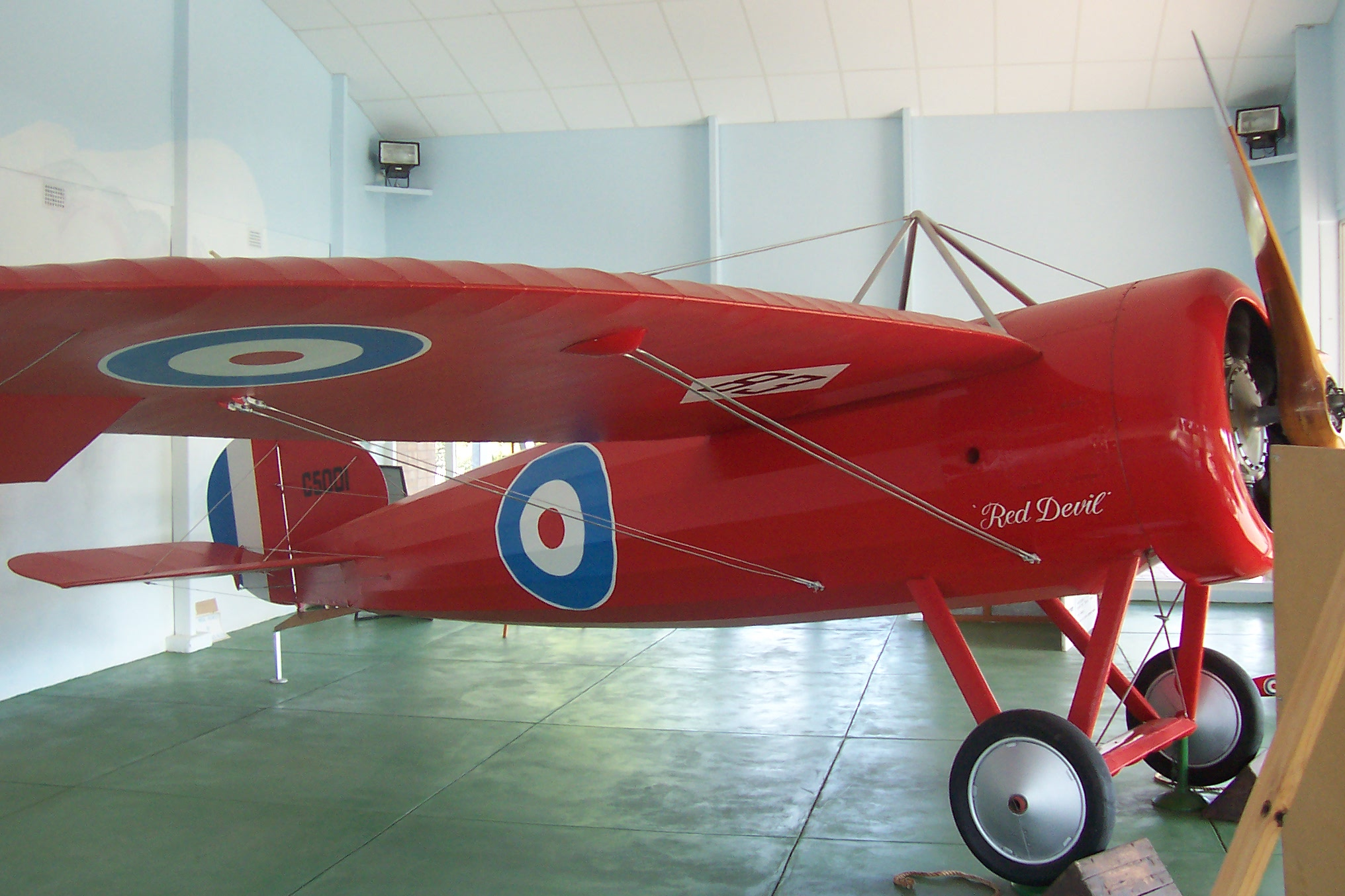